# شهری‌ماهی‌ها (سرده)
شهری‌ماهی‌ها  (نام علمی: Lethrinus) نام یک سرده از تیره شهری‌ماهیان است.